# Pinball Dreams
Pinball Dreams est un jeu vidéo de flipper édité en 1992 par Digital Illusions Creative Entertainment sur  Amiga, Atari Falcon030, DOS, Super Nintendo, Game Boy, Game Gear, GP32, PlayStation Portable et iOS.

## Système de jeu
Le jeu contient quatre plateaux qui reprennent le design des flippers des années 1970 : Ignition, Steel Wheel, Beat Box et Nightmare. C'est le premier jeu du genre à proposer une bille avec une vraie masse.

## Accueil
- Edge : 8/10[2]